# Patryk Mikiciuk
Patryk Mikiciuk (ur. 7 czerwca 1982) – polski dziennikarz motoryzacyjny, autor i prowadzący programów telewizyjnych o tematyce motoryzacyjnej, wideobloger. 

## Życiorys
Absolwent Wydziału Prawa i Administracji Uniwersytetu Warszawskiego. 
Swoją karierę w telewizji zaczynał w latach 90. w programie „5-10-15”. W późniejszych latach pracował jako dziennikarz „Panoramy”. W 2007 roku na kanale telewizyjnym TVN Turbo miała miejsce emisja pierwszego odcinka jego autorskiego programu „Legendy PRL-u”. Ostatni sezon został wyemitowany w 2015 roku. Po dołączeniu do redakcji TVN Turbo Mikiciuk zaczął tworzyć „Raport Turbo”. W 2008 roku dołączył do prowadzących „Automaniaka”. W 2014 roku razem z Rafałem Jemielitą prowadził „Gwiazdy czterech kółek”. Wraz z Adamem Kornackim występował w programie „Debeściaki”. Od 2020 roku prowadzi swój własny program pt. „Klasyka Patryka Mikiciuka”, w którym prezentuje nietypowe i unikatowe samochody.
Był konsultantem ds. samochodów oraz pojazdów zabytkowych m.in. w filmach Katyń oraz Hans Kloss. Stawka większa niż śmierć. 
30 czerwca 2025 prokuratura skierowała do Sądu Okręgowego w Katowicach akt oskarżenia przeciwko niemu oraz Adamowi Kornackiemu. Obaj mężczyźni mieli w nocy z 11 na 12 października 2024 w Katowicach dopuścić się do doprowadzenia dwóch kobiet do obcowania płciowego bez ich zgody. 